# Елізабет Томпсон (Барбадос)
Генрієтта Елізабет Томпсон, широко відома як Ліз Томпсон (нар. 22 листопада 1961 року) — барбадоська юристка, політикиня і амбасадорка, яка зробила значний внесок у політику сталого розвитку енергії. Будучи обраним членом парламенту, представляючи Лейбористську партію Барбадосу від виборчого округу Сент-Джеймс-Південний з 1994 по 2008 рік. Вона неодноразово обіймала посади міністра охорони здоров'я, міністра житлово-комунального господарства, міністра фізичного розвитку, міністра енергетики та навколишнього середовища та виконувача обов'язків генерального прокурора. Вона приєдналася до Організації Об'єднаних Націй у 2010 році, спочатку працюючи помічницею Генерального секретаря ООН (2010—2013), спеціальною радницею президента Генеральної Асамблеї ООН (2013 та 2014) і старшою радницею Генерального секретаря ООН з питань Стала енергія для всіх (2014 та 2015). У 2018 році вона була призначена постійною представницею Барбадосу в ООН.

## Молодість і освіта
Народилася 22 листопада 1961 року в Лондоні, Сполучене Королівство Великої Британії та Північної Ірландії, Томпсон відвідувала підготовчу школу Бел-Ейр, жіночу школу Св. Михайла та королівський коледж. Пізніше вона розпочала навчання в Університеті Вест-Індії в Кейв-Гіллі, де отримала ступінь бакалавра права. Вона здобула сертифікат про юридичну освіту в Юридичній школі Г'ю Вудінга в Тринідаді і Тобаго, ступінь магістра ділового адміністрування в Ліверпульському університеті та ступінь магістра права в Університеті Роберта Гордона в Шотландії, спеціалізуючись на енергетичному та екологічному праві.

## Кар'єра
Після практики адвокатом, як представниця Лейбористської партії Барбадосу, в 1994 році Томпсон була обрана членом парламенту від виборчого округу Сент-Джеймс-Південний. Вона була переобрана в 1999 році і знову в 2003 році, зберігаючи це місце до 2003 року. Працюючи депутатом парламенту, вона коротше була міністеркою охорони здоров'я (1994—1999), міністеркою фізичного розвитку та планування (2001—2004), міністеркою житлового будівництва (2004—2006), міністеркою навколишнього середовища (1995—1999 і 2001—2008), міністеркою енергетики (2006—2008). Кілька разів вона також виконувала обов'язки генерального прокурора. На посаді міністерки вона особливо успішно керувала політичними ініціативами у сферах сталої енергетики та навколишнього середовища. Вона ініціювала ключові національні проекти з управління відходами, каналізації та біорізноманіття. У 2008 році вона націлилася досягти 30 відсотків виробництва енергії з відновлюваних джерел до 2020 року. Після втрати місця на виборах 2008 року вона стала сенаторкою і лідеркою бізнесу меншин у верхній палаті протягом наступних двох років.
З 2016 по 2017 рік Томпсон працювала тимчасовою виконавчою директоркою Центру лідерства та сталого розвитку SUNY-UWI, ініціативи Університету Вест-Індії та Університету штату Нью-Йорк, натхненного ООН.
Томпсон приєдналася до Організації Об'єднаних Націй у 2010 році, коли вона була одним із двох виконавчих координаторів Конференції ООН зі сталого розвитку в Ріо-де-Жанейро з особливою відповідальністю за організацію підтримки цілей і результатів конференції. У зв'язку з цим вона внесла свій внесок у Ініціативу сталого розвитку вищої освіти. Пізніше вона працювала спеціальною радницею президента ООН (2013 і 2014), а потім старшою радницею зі сталої енергетики для всіх (2014 і 2015). У 2018 році вона була призначена постійною представницею Барбадосу в ООН.
У січні 2022 року її призначили сенаторкою у сенаті Барбадосу в першому сенаті Барбадосу після здобуття ним незалежності від Британії. Її призначила сенаторкою Міа Моттлі.

## Публікації
Окрім професійних праць про багатосторонні переговори та міжнародний розвиток, у 2017 році Томпсон видала мотиваційну аудіокнигу Make Yourself Happy, яка також доступна у друкованому форматі. Він складається з 50 розділів, які Томпсон описав як «історії боротьби та успіху за щасливе життя, повне надії».

## Нагороди
У 2008 році в рамках програми ООН з навколишнього середовища Томпсон була удостоєна нагороди «Чемпіон Землі».